# Glen Adams (músico)
Glen Adams, también conocido como Capo (27 de noviembre de 1945 - 17 de diciembre de 2010) fue un músico, compositor, arreglista, ingeniero y productor jamaicano, radicado desde mediados de la década de 1970 en Brooklyn , Nueva York.

## Carrera
La madre de Adams era de Kingston y su padre de St. Vincent; Los dos se conocieron mientras trabajaban en Curazao. La primera oportunidad de Adams en el negocio de la música se produjo cuando era adolescente, cuando apareció como cantante en un grupo vocal en el programa Opportunity Knocks de Radio Jamaica presentado por Vere Johns. Posteriormente actuó en el mismo programa como cantante solista, lo que llevó a apariciones en espectáculos de cabaret y presentaciones en Kingston y St. Andrews los fines de semana. La hermana mayor de Adams, Yvonne, también era una cantante popular y Clement "Coxsone" Dodd lo vio mientras ensayaba una canción que ella había escrito llamada "Wonder Thirst". Coxsone lo llevó al Federal Recording Studio para grabar la canción en 1960.  Aunque no se lanzó oficialmente como sencillo en ese momento, la canción se convirtió en un plato de doblaje popular en los sistemas de sonido, y el título de la canción se convirtió en su apodo.
Adams formó un dúo, Ken y Glen, con Ken Boothe y obtuvieron el segundo lugar en el concurso de canciones del "Jamaica Independence Festival" de 1966 con "I Remember".  El dúo también apoyó a Stranger Cole en su sencillo número uno "Uno Dos Tres". Cofundó The Heptones antes de pasar a The Pioneers, apareciendo en "Shake It Up" y "Good Nanny" de este último. Mientras continuaba ganándose la vida como sastre, pasó a trabajar con la organización Treasure Isle de Duke Reid como director musical informal, presentando a Reid a cantantes como Joe White.
Adams también trabajó con Bunny Lee alrededor de 1967 como cantante solista, corista y A&R, a cambio de tiempo en el estudio.  En una sesión de grabación en octubre de 1968, cuando varios músicos no se presentaron debido a una disputa sobre el pago de una sesión anterior, se le pidió a Adams que tocara el piano, a pesar de no dominar el instrumento. Descontento con los resultados, cambió de instrumento con el organista Lloyd Charmers (aunque nunca antes había tocado el órgano). Tocó el órgano en ocho temas en esa sesión, que incluían "Bangarang" de Lester Sterling y "Everybody Needs Love" de Slim Smith y desde entonces se ha mantenido con el instrumento, convirtiéndose en un intérprete habitual de la sesión. Junto con otros músicos como los hermanos Barrett (Aston y Carlton), actuó en sesiones para una variedad de productores bajo una variedad de nombres de grupos, en particular The Hippy Boys para Bunny Lee, donde Adams hizo algunos de sus Trabajo más memorable acompañando a Slim Smith, The Reggae Boys y The Upsetters para Lee "Scratch" Perry. Adams también trabajó para Herman Chin Lo, donde fue uno de varios teclistas que grabaron bajo el nombre de Augustus Pablo, antes de que Horace Swaby adoptara esa identidad.
Perry and The Upsetters realizaron una gira por el Reino Unido para capitalizar el éxito del éxito de Perry "Return of Django" (y su continuación menos exitosa, "Live injection"); regresó a Jamaica en 1970. Como parte de The Upsetters, Adams respaldó a The Wailers durante su etapa con Perry y Adams hizo gran parte de los arreglos y compuso la canción "Mr. Brown".  La letra se inspiró en un cuento local sobre un duppy que supuestamente fue visto corriendo a toda velocidad en un ataúd de tres ruedas con dos "John Crows" (buitres) encima, uno de los cuales preguntaba por "Mr. Brown".  Adams debía grabar la canción él mismo, pero Perry sugirió que los Wailers la grabaran, con Peter Tosh y Adams agregando espeluznantes riffs de órgano. Adams presentaba regularmente esta canción en sus conciertos con la afirmación: "Escribí esta canción para Bob Marley". Cuando The Wailers se separaron de Perry en 1971 y se llevaron la sección rítmica de The Upsetter, Adams permaneció con Perry. Durante este período también comenzó a dividir su tiempo entre Jamaica y Estados Unidos. En Estados Unidos montó su propio sello discográfico Capo y formó una nueva banda, Blue Grass Experience. Finalmente se mudó a Brooklyn de forma permanente en 1975, donde se involucró más en la producción y también trabajó para los sellos Clocktower de Brad Osbourne y Bullwackie de Lloyd Barnes y tocó con la banda The Realistics.
A finales de la década de 1970, Adams se expandió a la producción de R&B y Rap, trabajando con el artista de hip hop T Ski Valley. También trabajó con Shaggy y remezcló y volvió a expresar un álbum de material en parte de Upsetters en 1996, lanzado por Heartbeat Records como Upsetters a Go Go . 
Después de muchos años en el estudio, Adams volvió a actuar en vivo en la década de 2000, realizando giras por Estados Unidos y Europa con The Slackers  y también tocando ocasionalmente en Nueva York con Jammyland All-Stars.
Adams era dueño de su propio estudio de grabación y en sus últimos años produjo artistas como Susan Cadogan y Keith Rowe, la mitad del dúo vocal Keith & Tex de Jamaica.
Glen Adams murió el 17 de diciembre de 2010 en el Hospital Universitario de las Indias Occidentales después de sentirse enfermo durante una visita a Jamaica.

## Discografía

### Sencillos
- "Far Away", 1967
- "Grab A Girl", 1968
- "Hey There Lonely Girl", 1968
- "Hold Down Miss Winey"
- "I Can't Help It", 1968
- "I Remember", 1967
- "I Wanna Hold Your Hand", 1968
- "My Argument", 1968
- "Run Come Dance", 1968
- "I'm Shocking, I'm Electric (She)", 1967
- "She's So Fine (I've Got A Girl)", 1968
- "Silent Lover", 1967
- "Taking Over Orange Street", 1968

### Álbumes
- Upsetters – Blackboard Jungle Dub
- Glen Adams – Wonderthirst [1963–73] (LP) Landmark